# Ultimate Mortal Kombat 3
Ultimate Mortal Kombat 3 (gọi tắt là UMK3) được phát hành sau Mortal Kombat 3, phiên bản này được coi như là phần mở rộng tiếp theo của bộ game chính thức đi trước với số nhân vật là 24. Nó được cộng thêm các chiêu thức như Animality, Brutality cùng các chiêu Kombos dài hơn của phiên bản đầu tiên. Sẽ không có gì đáng nói nếu như phiên bản này lại chỉ dành riêng cho hai người đấu nhau mới phát huy được tác dụng của tất cả các Secrets và Kodes, rõ ràng đây là điểm khá hiểm cho những người chỉ ưa cách chơi đánh trùm của Arcade chứ không thích tham gia vào các màn đấu tay đôi. Nhưng luật vẫn là luật nên Ultimate Mortal Kombat 3 được gắn cho cái tên là phiên bản khó nhất trên hệ máy đời bấy giờ. Với các nhân vật thêm như Jade, Kitana, Reptile, Scorpion, Millena, Ermac, Sub Zero phiên bản đời MK2 và Nood Saibot có thể khiến bạn thật sự bị choáng ngợp vì tất nhiên các nhân vật này cũng sẽ vẫn có các đòn Fatality truyền thống. Nói tóm lại không cần phải dài dòng nhiều về phiên bản mở rộng cuối cùng của phần 3 này, MKU là một lựa chọn sáng suốt cho tất cả những người hâm mộ dòng game MK thêm thử thách cho đôi tay điêu luyện của mình.

## Nền

### Game Boy Advance (với tênMortal Kombat Advance)
Có trước cả khi phiên bản game Deadly Alliance đúng tròn 1năm, Mortal Kombat Advance chính là con át chủ bài mới của công ty MIDWAY sau năm 1997. Ngày ra đời của nó là 12/12/2001 trên hệ máy cầm tay giải trí của trẻ em tên Game Boy Advance, nếu người ta nói đây là một sự thăng tiến cho dòng game Mortal Kombat thì không hẳn đến như thế vì thực ra Mortal Kombat Advance chỉ là một bản làm lại nền của Ultimate Mortal Kombat 3, vẵn nguyên như thế ngoại trừ các bạn phải que dần với những chiêu thức nút bấm A với B cùng với L và R. Bản này cũng khó chơi như phiên bản cũ bởi vì có chung một nền của game. Tuy nhiên có một đièu rất lạ đó là khi Mortal Kombat Advance được phát hành, nó không có trong danh mục giới thiệu sản phẩm trên kệ băng khi được bày bán, với doanh số bán ra khiêm tốn nhưng lại có nhiều người mua hết số lượng game này cho nên nó vẫn được coi là phiên bản sáng giá nhất với đúng nghĩa làm lại.

### Nintendo DS (với tênUltimate Mortal Kombat)
Sau thành công ngoài sức tưởng tượng của phiên bản Mortal Kombat: Armageddon từ ngày 11/10/2006, tác giả Ed Boon tiếp tục cùng với những nhà lập trình khác sáng tạo ra một phiên bản MK cũ mở rộng mới lần đầu tiên trên hệ máy tay cầm giải trí Nintendo DS với cái tên gọi Ultimate Mortal Kombat (Không phải phiên bản làm lại như UMK 3 như đã đề cập trước đó với MK Advanced), nó được phát hành vào ngày 12/12/2007 và được coi là một phiên bản về dòng game Mortal Kombat đời cũ hoàn thiện nhất về mặt sáng tạo. Ultimate Mortal Kombat phải nói gần như là bứt phá ngoạn mục cách chơi đời cũ của dòng UMK 3 để đưa vào một phong cách chơi hai chiều với chế độ chơi Xếp hình chưởng và đấu đói kháng trên hai mặt màn hình của hệ máy Nintendo DS, nếu các bạn thực sự thắc mắc về cachs chơi thì phải nói nó không quá khó hiểu khi bạn sờ vào game. Màn hình của game được chia ra làm hai chiều đó là trên và dưới (phần trên thể hiện các cảnh như xem tiểu sử nhân vật cùng những chế độ chọn của trang ngoài và phần dưới của game thể hiện những trận đấu đối kháng và chơi xếp hình chưởng cùng những cách thể hiện khác không thể nói rõ qua khuôn khổ của bài viết) vì thế cho nên nếu đem so sánh nó với phiên bản UMK 3 trên các hệ máy Play Station 2, XBox, GameCube, PlayStation Portable thì có lẽ nó quá thừa về mặt sáng tạo. Phiên bản này cũng giảm bớt đi gánh nặng nhân vật cho người chơi khi chỉ lấy có 19 nhân bao gồm Kitana, Reptile, Sonya, Jax, Nightwolf, Jade, Scorpion, Kano, Sub-Zero, Sektor, Sindel, Stryker, Cyrax, Kung Lao, Kabal, Sheeva, Shang Tsung, Liu Kang, Smoke. Phần xếp hình chưởng cũng phát huy như phần đối khángkhi chỉ giữ lại 6 nhân vật trong bảng báo gồm Sub-Zero, Nightwolf, Ermac, Baraka, Sindel, Scorpion. Số còn lại trong game người chơi phải mở khóa tìm nốt đó là Mileena, Ermac, Classic Sub-Zero, Ninja Smoke trong phần đối kháng và Kenshi, Bo' Rai Cho, Jade, Kabal, Mileena, Raiden trong phần đấu trí. Ultimate Mortal Kombat lần này thực sự cho bạn có được cảm tình rất tốt khi có thể kết nối được mạng không dây Wi-Fi khi chơi chế độ mạng nhiều người, đây là điểm mà phiên bản Ultimate Mortal Kombat này chinh phục người chơi sau năm 2007 để chờ những phần Mortal Kombat mới trên các hệ máy Next-Generation ra trong những cuộc chạy đua về tương lai.